# Heteropoda hermitis
Heteropoda hermitis là một loài nhện trong họ Sparassidae.
Loài này thuộc chi Heteropoda. Heteropoda hermitis được Henry Roughton Hogg miêu tả năm 1914.